# 劇場版 遙かなる時空の中で 舞一夜
『劇場版 遙かなる時空の中で 舞一夜』（げきじょうばん はるかなるときのなかで まいひとよ）は、2006年8月19日に公開された日本のアニメ映画作品。テレビアニメ『遙かなる時空の中で-八葉抄-』のその後の物語である。
2006年9月に発売されたゲーム版は劇場版と物語の舞台は同じものの、話の内容は異なっている。
2008年8月には舞台版が公演された。
漫画版『遙かなる時空の中で』14巻に本作の読み切りが収録されている。

## 劇場版

### 登場人物
- 元宮あかね - 川上とも子
- 源頼久 - 三木眞一郎
- 森村天真 - 関智一
- イノリ - 高橋直純
- 流山詩紋 - 宮田幸季
- 藤原鷹通 - 中原茂
- 橘友雅 - 井上和彦
- 永泉 - 保志総一朗
- 安倍泰明 - 石田彰
- 多季史 - 櫻井孝宏 - 劇場版オリジナルキャラクター
- 藤姫 - こおろぎさとみ （代役）
- 小天狗 - 嶋方淳子

### スタッフ
- 原作 - コーエー
- 漫画原作 - 水野十子
- 監督 - 篠原俊哉
- 監修 - ルビーパーティー
- 脚本 - 山田由香
- アニメーションキャラクターデザイン・総作画監督 - つなきあき
- 絵コンテ - 篠原俊哉、片貝慎、下田正美
- 演出 - 片貝慎、岩井隆央、福多潤、佐藤宣
- 作画監督 - 小谷杏子、手島典子、工藤裕加、番由紀子、夏目久仁彦
- 美術監督 - 滝口比呂志
- 色彩設計 - 横山さよ子
- 撮影監督 - 松崎信也
- 編集 - 森田清次
- 音楽 - 平野義久
- 音響監督 - 本田保則
- プロデューサー - 真保安一郎、小林潤香、杉山敦夫、山下雅弘、増島由美子、金庭こず恵、山口聰
- アニメーション制作 - ゆめ太カンパニー
- 製作 - 劇場版遙か製作委員会（コーエー、バンダイビジュアル、ADK、白泉社、TYO、アニプレックス、シネカノン、ムービック、ゆめ太カンパニー）

### 主題歌
テーマソング「はらり、ひらり」
作詞・作曲 - 井手コウジ / 編曲 - 鈴木雅也 / 歌 - sona
イメージソング「玉響のしずく」
作詞 - 田久保真見 / 作曲・編曲 - 陶山準歌 / 歌 - 橘友雅（井上和彦）、永泉（保志総一朗）、多季史（櫻井孝宏）

### 関連商品

#### CD
- 劇場版 遙かなる時空の中で 舞一夜 〜序〜
- 劇場版 遙かなる時空の中で 舞一夜 オリジナル・サウンドトラック
- 遙かなる時空の中で 舞一夜 〜熾火〜
- 遙かなる時空の中で 舞一夜 〜常緑〜
- 遙かなる時空の中で 舞一夜 ヴォーカル・コレクション

#### DVD
- 劇場版 遙かなる時空の中で 舞一夜 メイキング 〜八葉抄から舞一夜〜
- 劇場版 遙かなる時空の中で 舞一夜 通常版
- 劇場版 遙かなる時空の中で 舞一夜 豪華版

#### 書籍
- 劇場版 遙かなる時空の中で 舞一夜 ワールドナビ
- 遙かなる時空の中で 舞一夜 平安まるわかりBOOK
- 遙かなる時空の中で エリアガイド 「京」都めぐり 舞一夜対応版
- 遙かなる時空の中で 舞一夜 (GAMECITY文庫)

## 舞台版
『ネオロマンス・ステージ 遙かなる時空の中で 舞一夜』が、2008年1月25日 - 2月3日にかけてサンシャイン劇場、2月13日 - 16日にかけて新大阪メルパルクホール大阪にて公演された。2008年8月13日 - 17日にかけてなかのZERO大ホール再演された。ストーリーは劇場版と同じである。

### スタッフ
- 監修 - ルビー・パーティー
- 脚本 - 山田由香
- 脚色・演出 - キタムラトシヒロ
- 音楽 - 高梨康治、藤澤健至
- テーマソング - 「虹」歌 - 八葉（舞台版） / プロデュース - たいせい（シャ乱Q）

### キャスト
- 元宮あかね：はねゆり
- 源頼久：成松慶彦
- 森村天真：中村誠治郎
- イノリ：椎名鯛造
- 流山詩紋：河野弘樹
- 藤原鷹通：根本正勝
- 橘友雅：寿里
- 永泉：長谷部恵介
- 安倍泰明：八戸亮
- 多季史：木村啓介
- 藤姫：森林永理奈
- 小天狗：やまだまいこ

## ゲーム

### 遙かなる時空の中で 舞一夜
2006年9月21日発売のPlayStation 2ソフト。恋愛アドベンチャーゲーム。
物語の舞台が内裏となり、鏡や恋の花などシステムが新しくなっており、新しい衣装立ち絵も追加された。また、本作でのみ多季史が攻略可能となっている。

### ポケットシナリオシリーズ 遙かなる時空の中で 舞一夜
2006年11月30日発売のニンテンドーDSソフト。ジャンルはユーティリティ。
収録されている立ち絵イラスト、音楽等を使ってオリジナルのシナリオを作成するゲーム。他にカレンダーやアラーム機能も収録されている。